# Anna Dorothea Therbusch

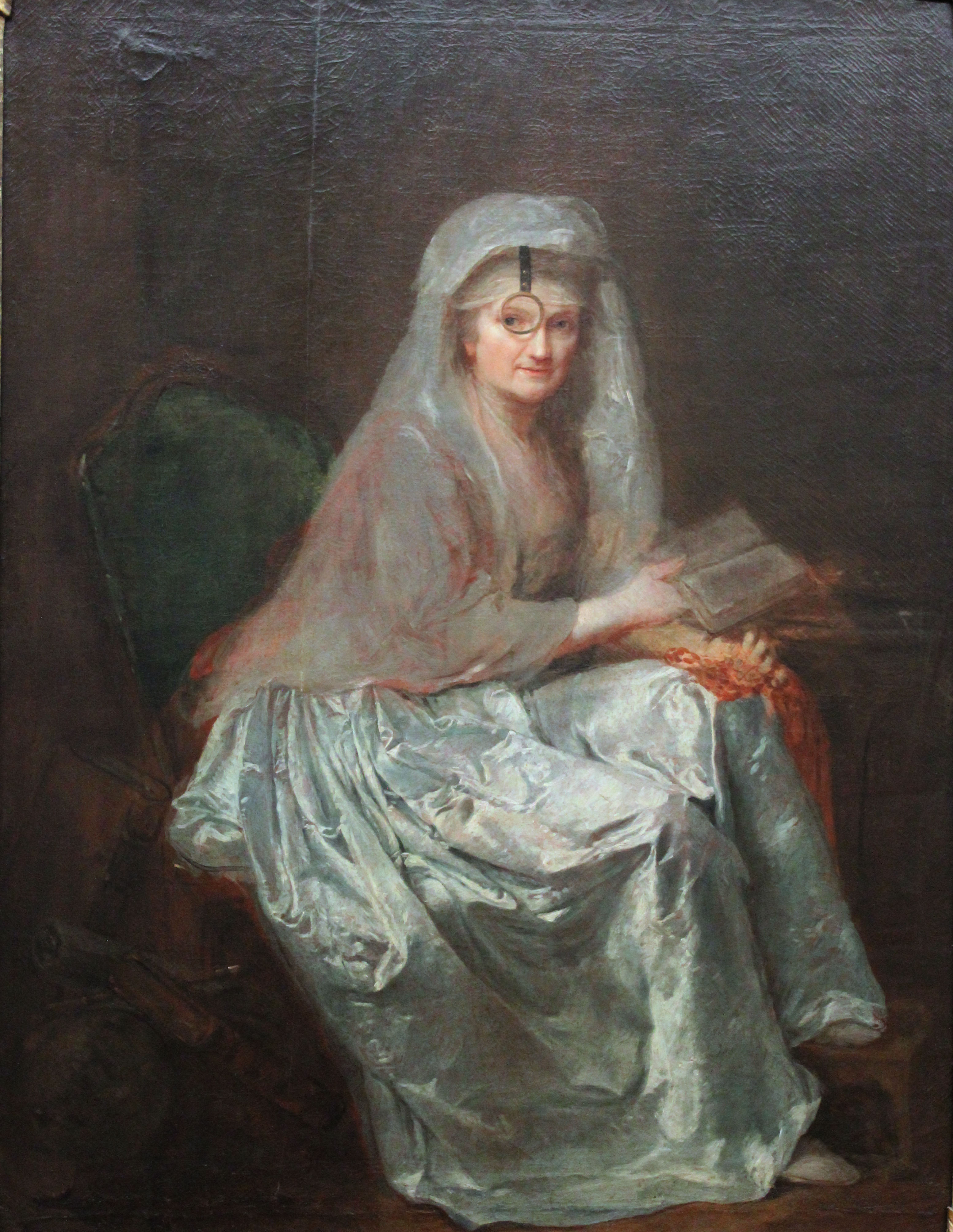
Selbstbildnis, um 1782, Staatliche Museen zu Berlin

Anna Dorothea Therbusch, geborene Anna Dorothea Lisiewska, (* 23. Juli 1721 in Berlin; † 9. November 1782 ebenda) war eine deutsche Rokoko-Malerin.

## Leben

### Frühe Malereikarriere
Anna Dorothea Therbusch war eine Tochter Georg Lisiewskis, eines Polen, der am Hof des preußischen Königs Friedrich Wilhelm I. als Portraitmaler tätig war und in Berlin eine Familie gegründet hatte. Da Frauen eine künstlerische Ausbildung an den Kunstakademien verwehrt war, erhielt sie, ebenso wie ihre Schwester Anna Rosina de Gasc (1713–1783), ihre Ausbildung in der Porträtmalerei durch ihren Vater, bei dem auch ihr Bruder Christoph Lisiewsky (1725–1794) seinen ersten Malunterricht bekam. Im Werk Anna Dorotheas sowie ihrer älteren Schwester Anna Rosinas, die sich beide autodidaktisch weiterbildeten, ist ebenso das Studium des Hofmalers Antoine Pesne zu erkennen. Im Gemälde Gesellschaft beim Federballspiel von 1741 wird der Einfluss der französischen Malkultur sowie eigene Kompositionen Anna Dorotheas deutlich.
Im Jahr 1742 heiratete Anna Dorothea Lisiewski den Berliner Gastwirt und Hotelier der „Weißen Taube“ aus der Heiliggeiststraße Ernst Friedrich Therbusch (1711–1773). Das Ehepaar hatte fünf Kinder, von denen vier überlebten. Während dieser Jahre familiärer Pflichten waren ihren künstlerischen Aktivitäten enge Grenzen gesetzt.
Im Jahr 1761 rief Herzog Carl Eugen von Württemberg Therbusch nach Stuttgart. Dort malte sie innerhalb kürzester Zeit 18 Supraporten für die Spiegelgalerie des Neuen Schlosses und wurde 1762 Ehrenmitglied der Académie des Arts. Im selben Jahr fiel ihr vorgenanntes Werk einem Schlossbrand zum Opfer. Kurfürst Karl Theodor von der Pfalz ernannte Therbusch 1764 zur Hofmalerin in Mannheim. Ihre beiden Porträts des Kurfürsten befinden sich im Reiss-Engelhorn-Museum Mannheim und der alten Pinakothek München. Sie gelten kunsthistorisch als Belege für den Wandel vom offiziellen Standesporträt hin zur Betonung des Privaten und zur Größe eines aufgeklärten Herrschers.

### Späte kunstschaffende Jahre
Im Jahr 1765 ging Therbusch nach Paris. Die Académie Royale lehnte ihre Arbeit zunächst ab, weil sie für zu gut befunden wurde, um von einer Frau stammen zu können. Denis Diderot erwähnt ihre Werke, u. a. sein Porträt und dessen Entstehung, in den von Friedrich Melchior Grimm und ihm herausgegebenen Correspondance litteraire von 1767. In seiner Erzählung Mystification ist sie eine der beteiligten Personen.
Am 28. Februar 1767 wurde Therbusch mit der Genreszene Junger Mann, ein Glas in der Rechten haltend, von einer Kerze beleuchtet in die Académie Royale aufgenommen. Als einzige Frau stellte sie ihre Gemälde im Pariser Salon von 1767 aus. Auf dem Gemälde von Gabriel Saint-Aubin ist ihr Rezeptionsstück links in der unteren Reihe zu erkennen. Obwohl Anna Dorothea Therbusch wirtschaftlich in Frankreich erfolglos blieb, waren die Pariser Jahre künstlerisch ihre erfolgreichsten.
Am 6. Dezember 1768 wurde Therbusch mit ihrem Porträt des Landschaftsmalers Jakob Philipp Hackert als erste Frau in die Akademie der bildenden Künste Wien aufgenommen. Über Brüssel, Den Haag und Amsterdam, wo sie ihre künstlerische Ausbildung mit dem Studium der Kunstsammlung Braamcamps vervollständigte und den Kunstsammler Gerrit Braamcamp (1699–1771) porträtierte, kehrte Therbusch Anfang 1769 nach Berlin zurück. Ihre Maltechnik der Gesichter, die sie mit zahlreichen dünnen Lasuren aufbaute, um ein natürliches Inkarnat zu erzielen, lässt auf ein gründliches Studium von Rubens schließen.

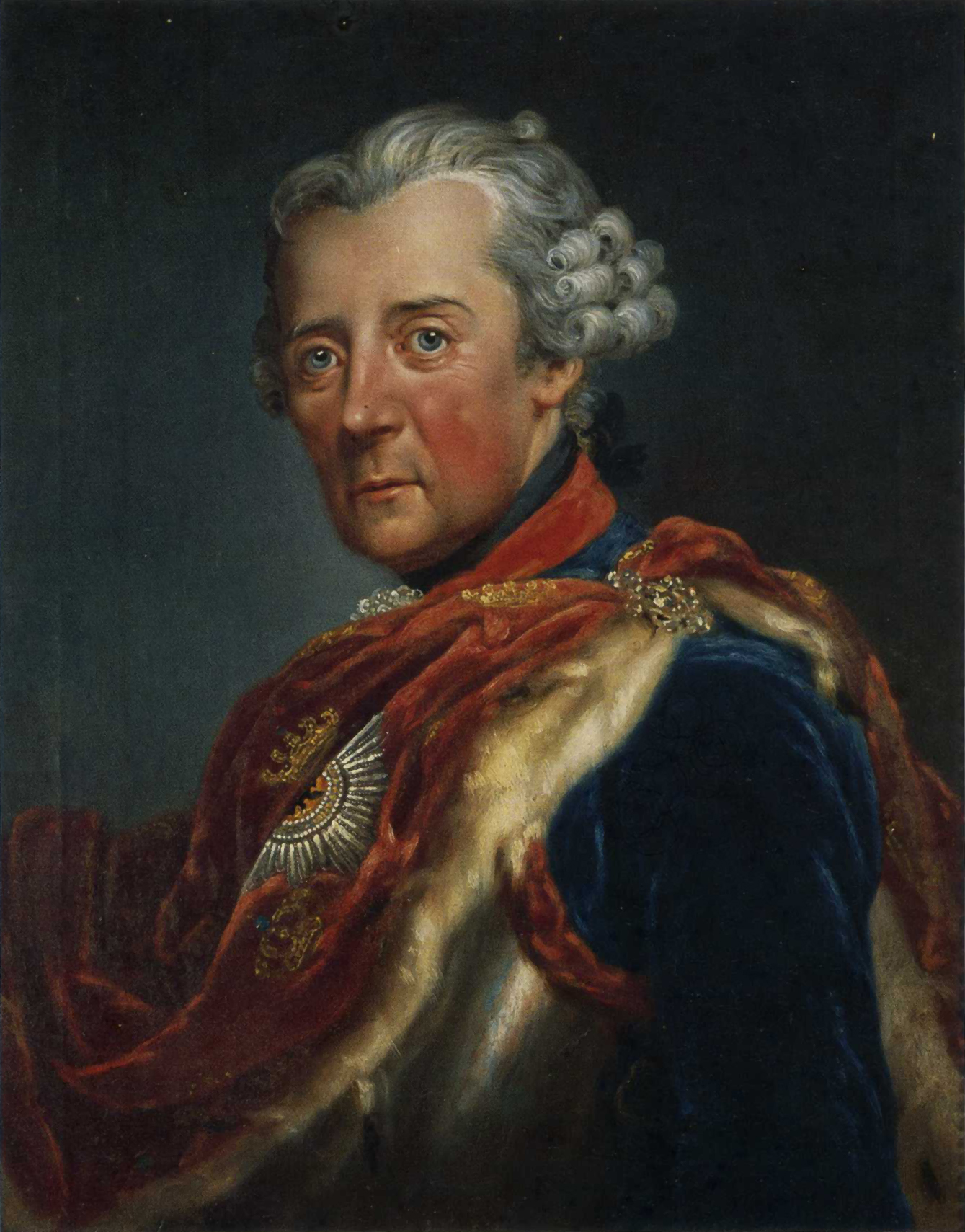
Anna Dorothea Therbusch: Friedrich II., etwa 1775

Nach ihrer Rückkehr nach Berlin 1769 und fast zehnjähriger Abwesenheit gelangte Anna Dorothea Therbusch im Alter von fünfzig Jahren als erste Malerin in Berlin und Preußen zu hohem gesellschaftlichen Ansehen und höchster beruflicher Anerkennung. Nach dem Tod ihres Mannes 1772 unterhielt sie als Witwe ab 1773 zusammen mit ihrem Bruder ein gemeinsames Atelier in der Straße Unter den Linden. Sie lieferte dem Hof Friedrichs II. einige Historienbilder mythologischen Inhalts für Schloss Sanssouci und porträtierte 1775 den 63-jährigen König. Dieser kommentierte spöttisch: 

„Um ihren Pinsel nicht zu entehren, hat sie mein verzerrtes Gesicht wieder mit der Grazie der Jugend aufgeschmückt.“

Kaiserin Katharina II. von Russland – ebenfalls Herrscherin des aufgeklärten Absolutismus – beauftragte sie, die gesamte preußische Königsfamilie in lebensgroßen Ganzkörperporträts (heute in der Eremitage (Sankt Petersburg)) zu malen.
Anna Dorothea Therbusch starb im Alter von 61 Jahren in Berlin. Sie wurde dort auf dem Kirchhof an der Dorotheenstädtischen Kirche bestattet. Das kunstvolle Epitaph wurde nach dem Abriss der barocken Kirche Mitte des 19. Jahrhunderts am Außenbau der neuen Dorotheenstädtischen Kirche angebracht. Vor der Sprengung der Kirchenruine 1965 ist es geborgen worden. Therbuschs Grab befindet sich seit der Stilllegung des Kirchhofs auf dem Dorotheenstädtisch-Friedrichswerderschen Friedhof.
Diderots Verhältnis zu der Künstlerin inspirierte den französisch-belgischen Autor und Filmregisseur Éric-Emmanuel Schmitt 1997 zum Theaterstück Der Freigeist (Le Libertin), das im Jahr 2000 verfilmt wurde.
Anlässlich ihres 300. Geburtstages zeigte die Gemäldegalerie der Staatlichen Museen zu Berlin in einer Sonderausstellung 2021–2022 wichtige Werke Therbuschs.

## Werke
Anna Dorothea Therbusch schuf etwa 200 Gemälde. Sie befinden sich u. a. in den Neuen Kammern, im Neuen Palais und im Schloss Sanssouci in Potsdam, in der Berliner Gemäldegalerie, im Staatlichen Museum Schwerin, in den Mannheimer Reiss-Engelhorn-Museen und im Düsseldorfer Schloss Benrath. Bei vielen ihrer Gemälde ist der Verbleib unbekannt.

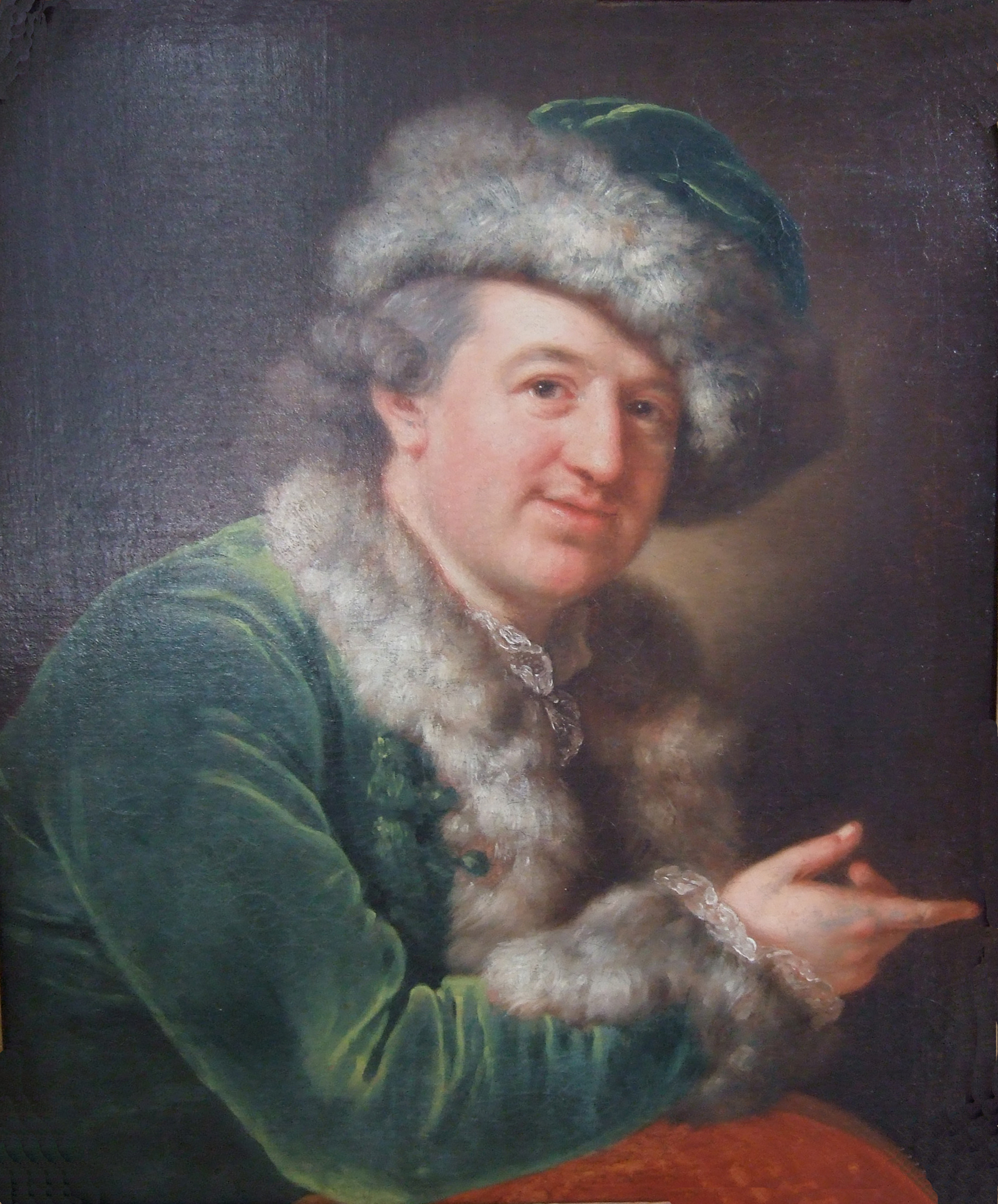
Peter Anton von Verschaffelt, 1766
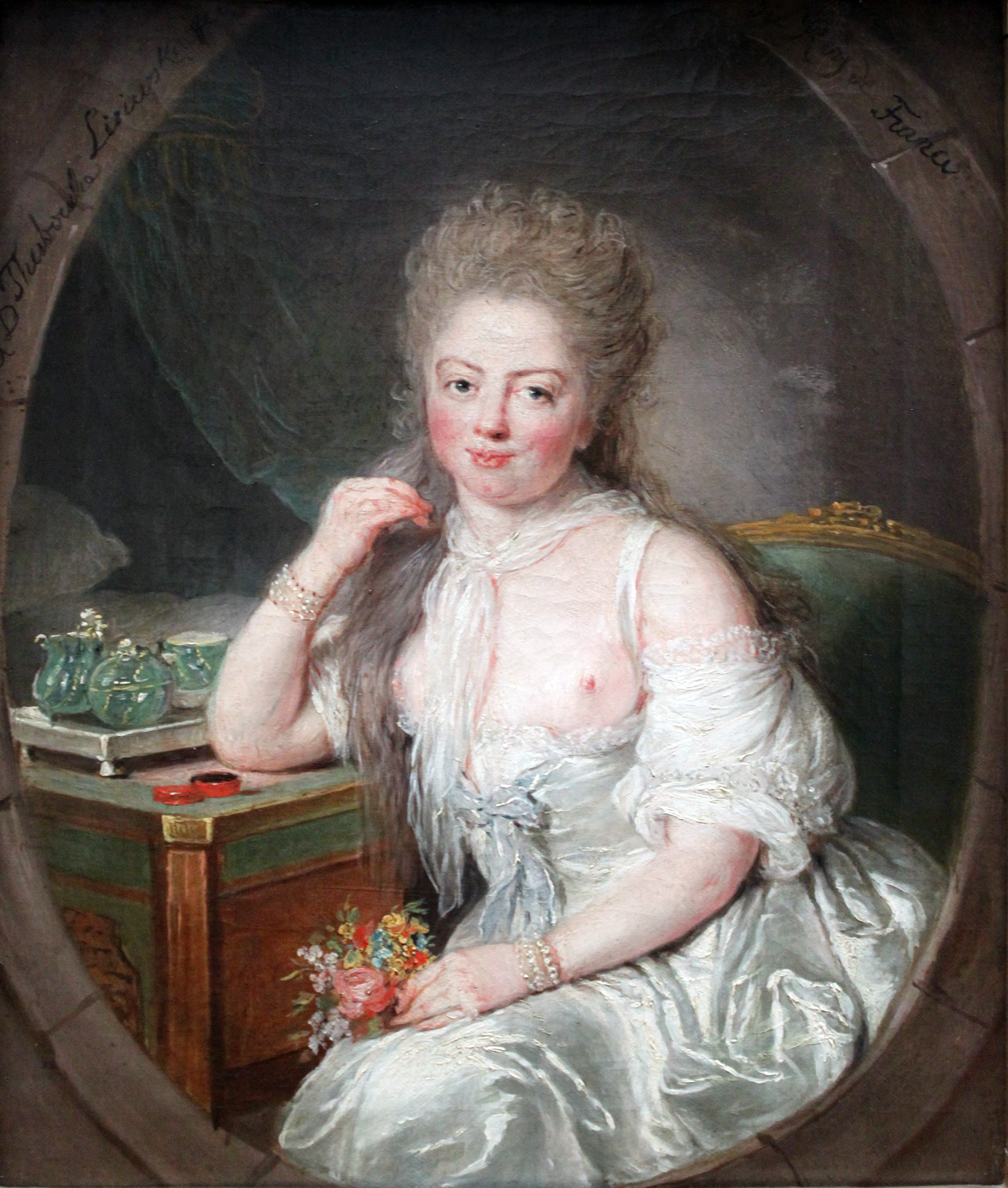
Junge Frau im Negligé, 1769
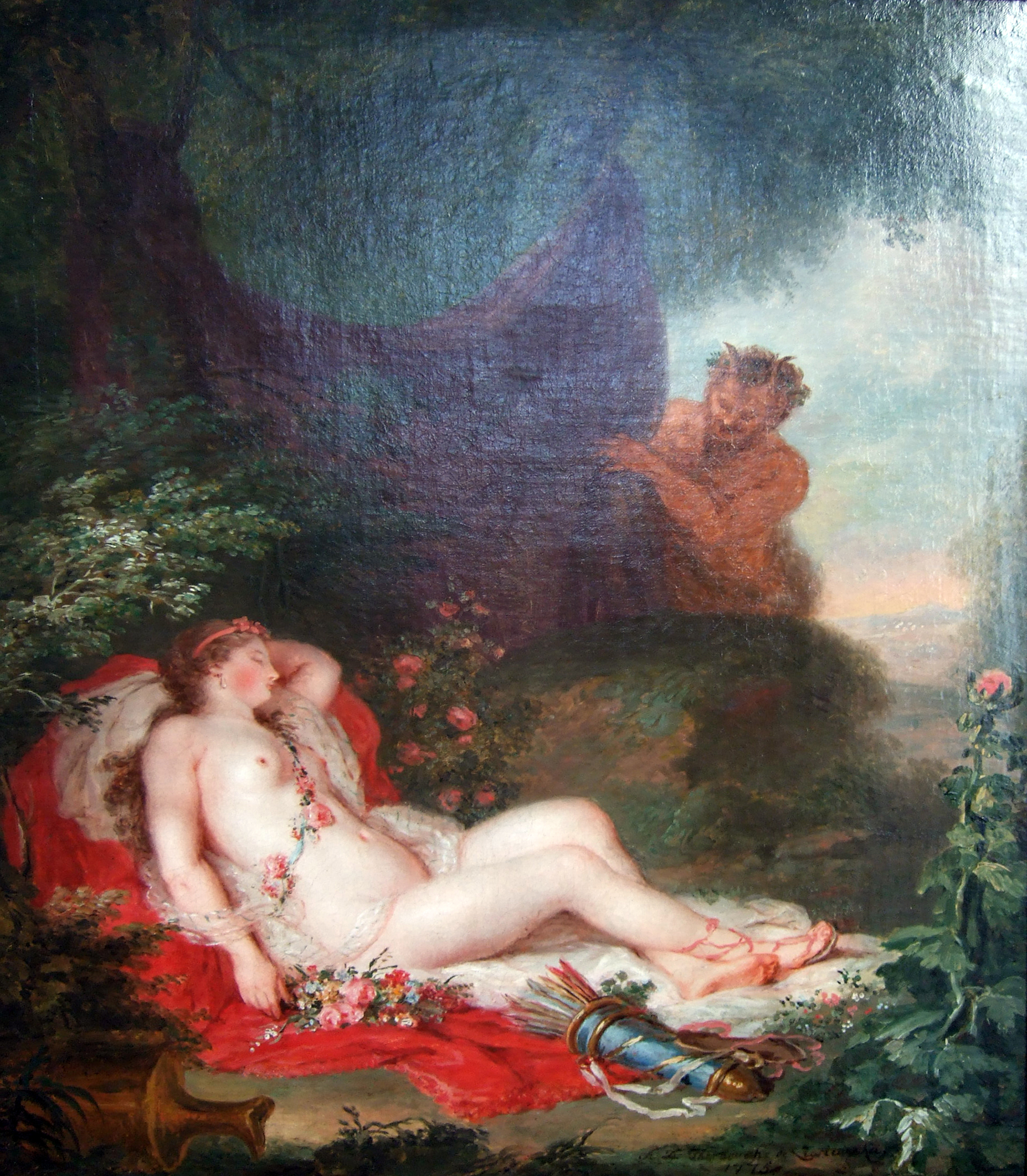
Jupiter und Antiope, 1775
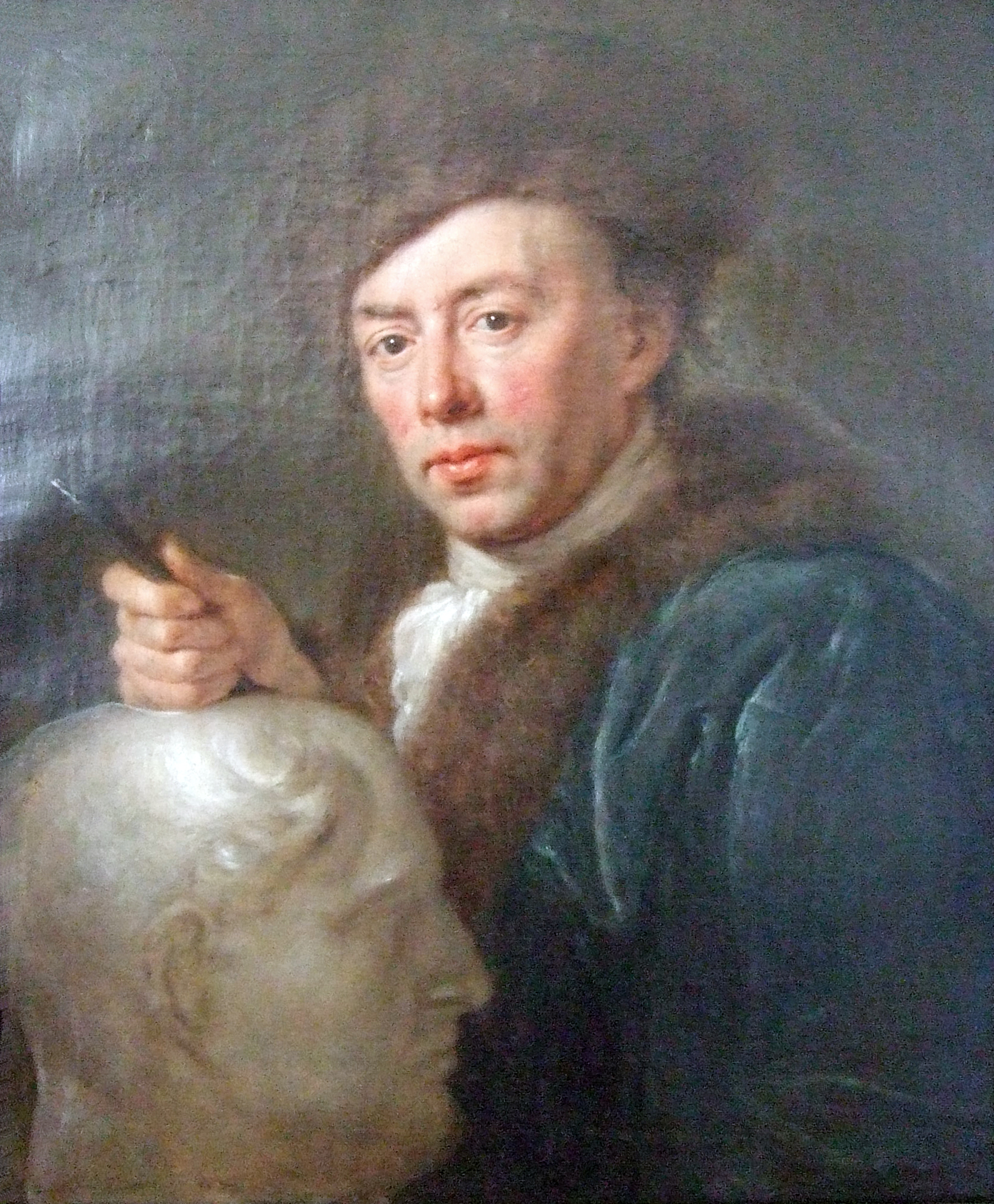
Der Bildhauer Carl Phillip Glume (1724–1776), um 1775
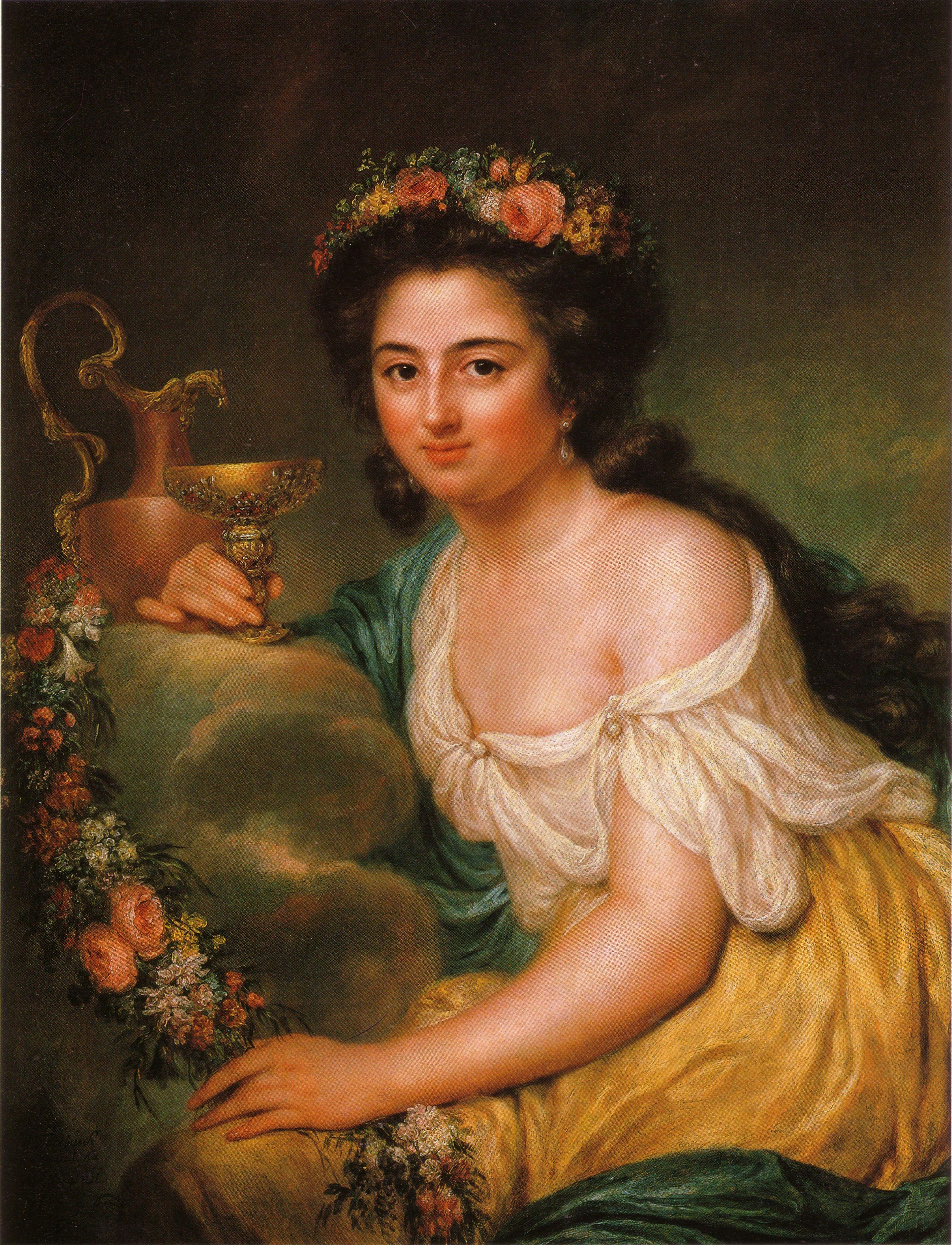
Porträt von Henriette Herz, 1778
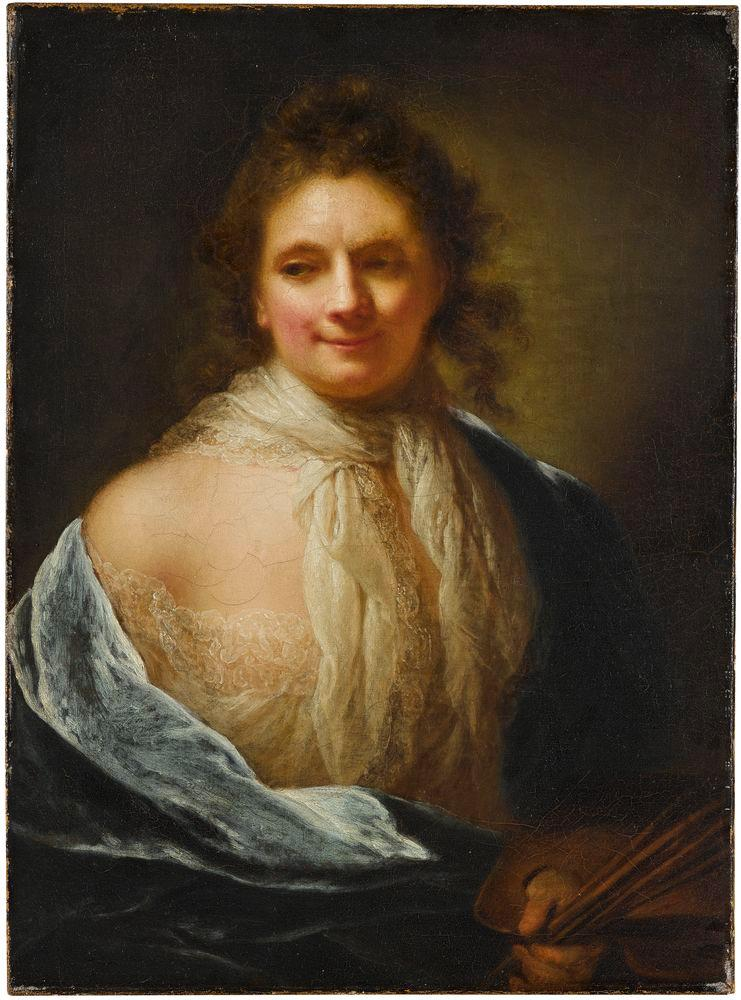
Selbstporträt, 1761
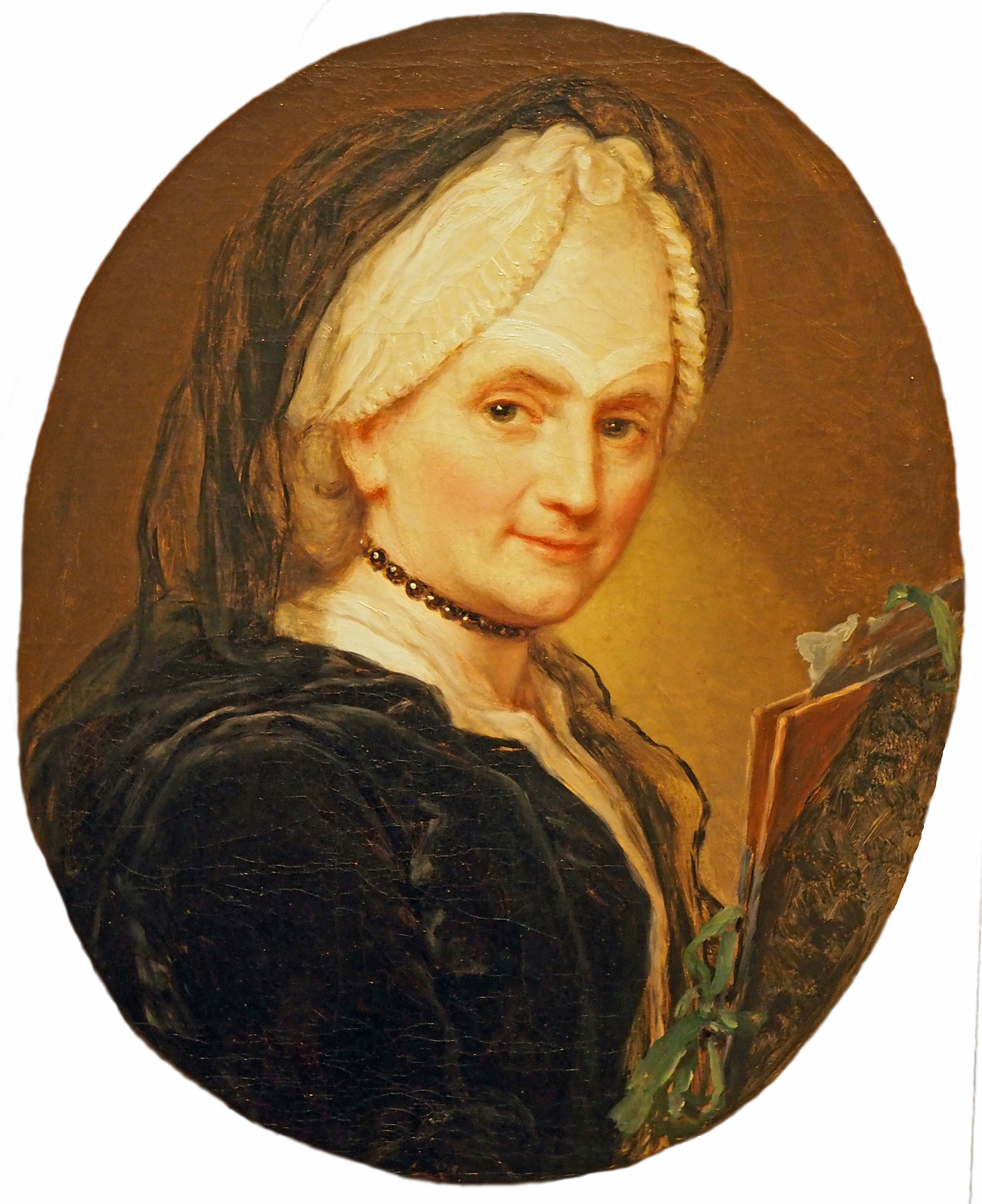
Selbstporträt 1773 Herzog Anton Ulrich-Museum Braunschweig
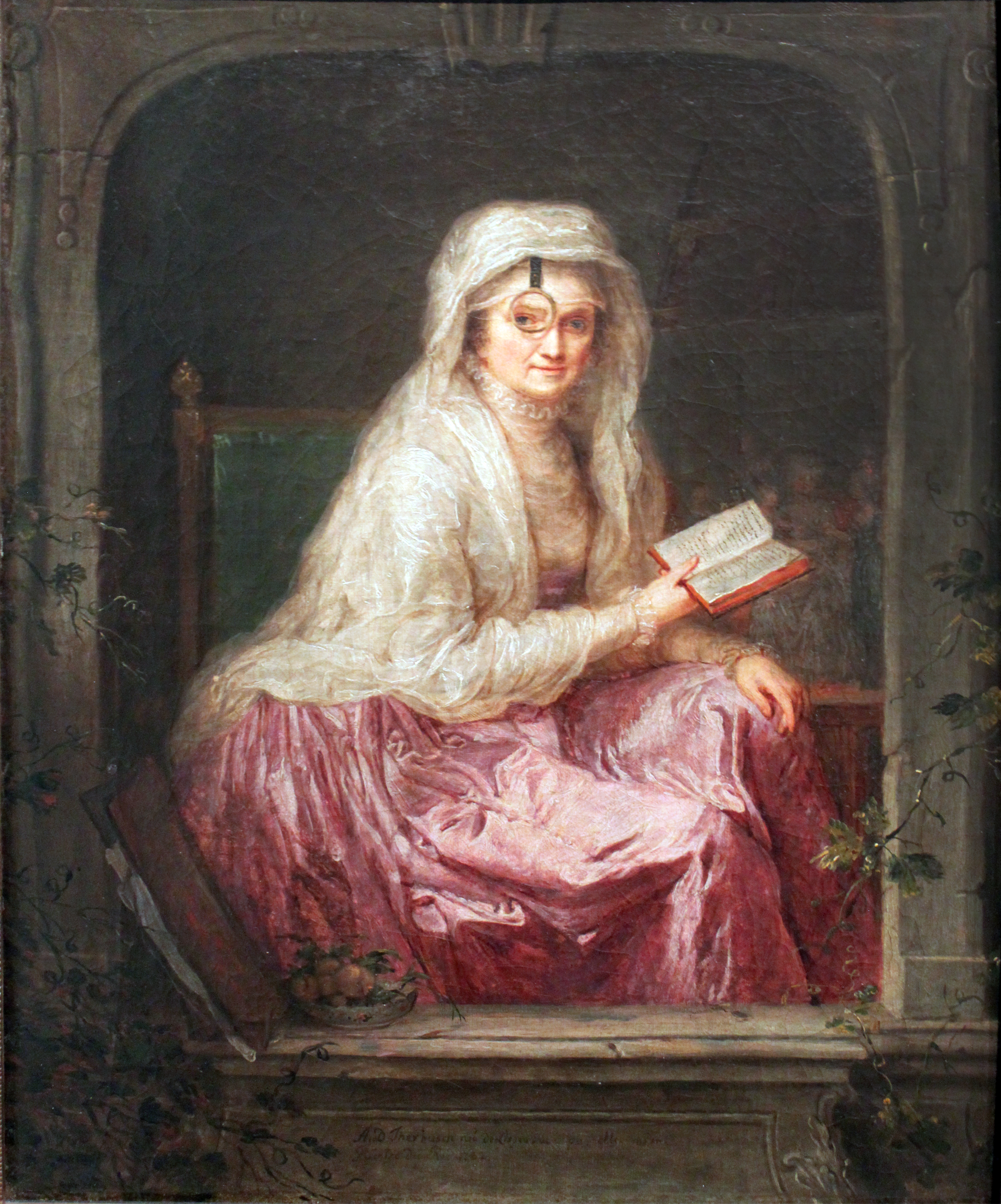
Selbstporträt, 1782, Germanisches Nationalmuseum Nürnberg

### Werkverzeichnisse
- Leopold Reidemeister: Anna Dorothea Therbusch, ihr Leben und Werk, Phil. Diss. Berlin 1924 (masch.)
- Gerd Bartoschek (Hrsg.): Anna Dorothea Therbusch, Ausstellung zum 250. Geburtstag, Potsdam 1971
- Ekhart Berckenhagen: Anna Dorothea Therbusch, in: Zeitschrift des Deutschen Vereins für Kunstwissenschaften, Bd. 41, 1987
- Katherina Küster: Anna Dorothea Therbusch, Diss. Heidelberg 2007

### Wissenschaftliche Literatur
- Sandrine Andrews: Femmes peintres. Larousse, Paris 2021, ISBN 978-2-03-600293-7, S. 10–11 (französisch).
- Frances Borzello: Wie Frauen sich sehen. Selbstbildnisse aus fünf Jahrhunderten. Karl Blessing Verlag, München 1998, ISBN 3-89667-052-2.
- Helmut Börsch-Supan: Lisiewska, Anna Dorothea. In: Neue Deutsche Biographie (NDB). Band 14, Duncker & Humblot, Berlin 1985, ISBN 3-428-00195-8, S. 684 f. (Digitalisat).
- Nuria Jetter (Hrsg.): Anna Dorothea Therbusch in Berlin und Brandenburg. Werke, Technik, Kontext. Michael Imhof, Petersberg 2024, ISBN 978-3-7319-1378-8.
- Bärbel Kovalevski (Hrsg.): Zwischen Ideal und Wirklichkeit, Künstlerinnen der Goethe-Zeit zwischen 1750 und 1850. Ausstellungskatalog. Hatje Cantz Verlag, Gotha / Konstanz 1999, ISBN 3-7757-0806-5.
- Katharina Küster, Beatrice Scherzer, Andrea Fix: Der freie Blick. Anna Dorothea Therbusch und Ludovike Simanowiz. Zwei Porträtmalerinnen des 18. Jahrhunderts. Katalog zur Ausstellung des Städtischen Museums Ludwigsburg. Kunstverein Ludwigsburg, Villa Franck, 2002/2003. Kehrer Verlag, Heidelberg 2002, ISBN 3-933257-85-9.
- Katharina Küster: Anna Dorothea Therbusch, eine Malerin der Aufklärung. Leben und Werk. Dissertation. Heidelberg 2008.[10]
- Wilhelm Lütkemann: Deutsche Kirchen, Bd. 1: Die evangelischen Kirchen in Berlin (Alte Stadt). Verlag für Volksliteratur, Berlin 1926, S. 109–111.
- Gottfried Sello: Malerinnen aus fünf Jahrhunderten. Ellert und Richter, Hamburg 1988, ISBN 3-89234-077-3.

### Belletristik
- Cornelia Naumann: Die Portraitmalerin. Die Geschichte der Anna Dorothea Therbusch. Gmeiner-Verlag, Meßkirch 2014, ISBN 978-3-8392-1498-5.